# Saint-Martial (Charente)
Saint-Martial é uma comuna francesa na região administrativa da Nova Aquitânia, no departamento de Charente. Estende-se por uma área de 9,31 km². Em 2010 a comuna tinha 131 habitantes (densidade: 14,1 hab./km²).